# Лаудон (Нью-Гемпшир)
Лаудон (англ. Loudon) — місто (англ. town) в США, в окрузі Меррімак штату Нью-Гемпшир. Населення — 5576 осіб (2020).

## Демографія
Згідно з переписом 2010 року, у місті мешкало 5317 осіб у 1966 домогосподарствах у складі 1459 родин. Було 2081 помешкання
Расовий склад населення:
| - 98,3 % — білих - 0,4 % — азіатів - 0,3 % — корінних американців - 0,3 % — чорних або афроамериканців |

До двох чи більше рас належало 0,8 %. Частка іспаномовних становила 0,8 % від усіх жителів.
За віковим діапазоном населення розподілялося таким чином: 23,2 % — особи молодші 18 років, 65,6 % — особи у віці 18—64 років, 11,2 % — особи у віці 65 років та старші. Медіана віку мешканця становила 41,9 року. На 100 осіб жіночої статі у місті припадало 98,3 чоловіків;  на 100 жінок у віці від 18 років та старших — 94,8 чоловіків також старших 18 років.
Середній дохід на одне домашнє господарство  становив 82 073 долари США (медіана — 67 072), а середній дохід на одну сім'ю — 91 655 доларів (медіана — 74 375). Медіана доходів становила 51 610 доларів для чоловіків та 36 193 долари для жінок. За межею бідності перебувало 7,9 % осіб, у тому числі 3,9 % дітей у віці до 18 років та 14,7 % осіб у віці 65 років та старших.
Цивільне працевлаштоване населення становило 2819 осіб. Основні галузі зайнятості: освіта, охорона здоров'я та соціальна допомога — 23,2 %, виробництво — 16,8 %, роздрібна торгівля — 10,0 %, будівництво — 8,1 %.